# European Hockey League 1996/1997
 European Hockey League 1996/1997 var den första säsongen av European Hockey League. Säsongen inleddes i september 1996, och avslutades den 26 januari 1997. Turneringen vanns av finländska TPS, som besegrade ryska HK Dynamo Moskva i finalspelet.

## Första omgången

### Grupp A
| Lag 1            | Resultat | Lag 2            |
| ---------------- | -------- | ---------------- |
| Manchester Storm | 0-6      | TPS              |
| Berlin Capitals  | 1-5      | Luleå HF         |
| TPS              | 4-2      | Berlin Capitals  |
| Luleå HF         | 10-6     | Manchester Storm |
| Manchester Storm | 2-4      | Berlin Capitals  |
| TPS              | 3-3      | Luleå HF         |
| Berlin Capitals  | 6-1      | Manchester Storm |
| Luleå HF         | 0-3      | TPS              |
| Manchester Storm | 0-11     | Luleå HF         |
| Berlin Capitals  | 0-2      | TPS              |
| Luleå HF         | 1-3      | Berlin Capitals  |
| TPS              | 2-1      | Manchester Storm |

### Grupp A, slutställning
| Placering | Lag              | Poäng |
| 1         | TPS              | 11    |
| 2         | Luleå HF         | 7     |
| 3         | Berlin Capitals  | 6     |
| 4         | Manchester Storm | 0     |

### Grupp B
| Lag 1               | Resultat | Lag 2               |
| ------------------- | -------- | ------------------- |
| HK Dynamo Moskva    | 5-0      | Färjestad BK        |
| Vålerenga           | 2-1      | HC České Budějovice |
| HC České Budějovice | 1-1      | HK Dynamo Moskva    |
| Färjestad BK        | 7-2      | Vålerenga           |
| Vålerenga           | 1-8      | HK Dynamo Moskva    |
| HC České Budějovice | 3-3      | Färjestad BK        |
| HK Dynamo Moskva    | 3-2      | Vålerenga           |
| Färjestad BK        | 3-5      | HC České Budějovice |
| Vålerenga           | 1-4      | Färjestad BK        |
| HK Dynamo Moskva    | 2-6      | HC České Budějovice |
| HC České Budějovice | 2-1      | Vålerenga           |
| Färjestad BK        | 1-2      | HK Dynamo Moskva    |

### Grupp B, slutställning
| Placering | Lag                 | Poäng |
| 1         | HK Dynamo Moskva    | 9     |
| 2         | HC České Budějovice | 8     |
| 3         | Färjestad BK        | 5     |
| 4         | Vålerenga           | 2     |

### Grupp C
| Lag 1                | Resultat | Lag 2                |
| -------------------- | -------- | -------------------- |
| HC Sparta Praha      | 9-1      | CE Wien              |
| HC Slovan Bratislava | 7-3      | HC CSKA Moscow       |
| HC CSKA Moscow       | 4-1      | HC Sparta Praha      |
| CE Wien              | 0-9      | HC Slovan Bratislava |
| HC CSKA Moscow       | 5-2      | CE Wien              |
| HC Slovan Bratislava | 1-5      | HC Sparta Praha      |
| HC Sparta Praha      | 5-3      | HC Slovan Bratislava |
| CE Wien              | 1-5      | HC CSKA Moscow       |
| HC Sparta Praha      | 4-2      | HC CSKA Moscow       |
| HC Slovan Bratislava | 6-5      | CE Wien              |
| HC CSKA Moscow       | 1-2      | HC Slovan Bratislava |
| CE Wien              | 3-4      | HC Sparta Praha      |

### Grupp C, slutställning
| Placering | Lag                  | Poäng |
| 1         | HC Sparta Praha      | 10    |
| 2         | HC Slovan Bratislava | 8     |
| 3         | HC CSKA Moscow       | 6     |
| 4         | CE Wien              | 0     |

### Grupp D
| Lag 1        | Resultat | Lag 2        |
| ------------ | -------- | ------------ |
| HC Milano 24 | 1-6      | Kölner Haie  |
| Jokerit      | 3-1      | SC Bern      |
| Kölner Haie  | 0-1      | Jokerit      |
| SC Bern      | 8-4      | HC Milano 24 |
| HC Milano 24 | 0-11     | Jokerit      |
| Kölner Haie  | 2-2      | SC Bern      |
| Jokerit      | 7-4      | HC Milano 24 |
| SC Bern      | 3-3      | Kölner Haie  |
| Jokerit      | 3-2      | Kölner Haie  |
| HC Milano 24 | 3-4      | SC Bern      |
| Kölner Haie  | 3-0      | HC Milano 24 |
| SC Bern      | 2-3      | Jokerit      |

### Grupp D, slutställning
| Placering | Lag          | Poäng |
| 1         | Jokerit      | 12    |
| 2         | Kölner Haie  | 6     |
| 3         | SC Bern      | 6     |
| 4         | HC Milano 24 | 0     |

### Grupp E
| Lag 1              | Resultat | Lag 2              |
| ------------------ | -------- | ------------------ |
| Västra Frölunda HC | 1-2      | Lukko              |
| Rouen HC           | 3-3      | HC Litvínov        |
| Lukko              | 4-2      | Rouen HC           |
| HC Litvínov        | 1-1      | Västra Frölunda HC |
| Lukko              | 3-5      | HC Litvínov        |
| Västra Frölunda HC | 8-0      | Rouen HC           |
| HC Litvínov        | 9-4      | Lukko              |
| Rouen HC           | 2-3      | Västra Frölunda HC |
| Rouen HC           | 7-7      | Lukko              |
| Västra Frölunda HC | 6-2      | HC Litvínov        |
| Lukko              | 3-4      | Västra Frölunda HC |
| HC Litvínov        | 4-2      | Rouen HC           |

### Grupp E, slutställning
| Placering | Lag                | Poäng |
| 1         | Västra Frölunda HC | 9     |
| 2         | HC Litvínov        | 8     |
| 3         | Lukko              | 5     |
| 4         | Rouen HC           | 2     |

## Kvartsfinaler
| Lag 1                | Resultat | Lag 2                |
| -------------------- | -------- | -------------------- |
| HC České Budějovice  | 2-2      | HC Sparta Praha      |
| HC Litvínov          | 0-2      | TPS                  |
| Västra Frölunda HC   | 1-1      | Jokerit              |
| HC Slovan Bratislava | 1-5      | HK Dynamo Moskva     |
| HC Sparta Praha      | 9-3      | HC České Budějovice  |
| TPS                  | 4-2      | HC Litvínov          |
| Jokerit              | 1-2      | Västra Frölunda HC   |
| HK Dynamo Moskva     | 3-1      | HC Slovan Bratislava |

## Finalomgång
Åbo, Finland

### Semifinaler
| Lag 1            | Resultat | Lag 2              |
| ---------------- | -------- | ------------------ |
| TPS              | 5-3      | HC Sparta Praha    |
| HK Dynamo Moskva | 3-2      | Västra Frölunda HC |

### Match om tredje pris
| Lag 1              | Resultat | Lag 2           |
| ------------------ | -------- | --------------- |
| Västra Frölunda HC | 4-3      | HC Sparta Praha |

### Final
| Lag 1 | Resultat | Lag 2            |
| ----- | -------- | ---------------- |
| TPS   | 5-2      | HK Dynamo Moskva |